# Serock (województwo lubelskie)
Serock – wieś (dawniej miasto) w Polsce położona w województwie lubelskim, w powiecie lubartowskim, w gminie Firlej.
| SIMC    | Nazwa     | Rodzaj    |
| ------- | --------- | --------- |
| 0380675 | Pólki     | część wsi |
| 0380681 | Serock    | kolonia   |
| 0380698 | Stalownia | część wsi |

Serock uzyskał lokację miejską przed 1553 rokiem, zdegradowany po 1569 roku. Prywatna wieś szlachecka, położona w województwie lubelskim, w 1739 roku należała wraz z folwarkiem do klucza Lubartów Lubomirskich. W latach 1975–1998 miejscowość położona była w województwie lubelskim.
W Serocku urodził się Józef Sidor – żołnierz Batalionów Chłopskich.
Wieś stanowi sołectwo gminy Firlej. Według Narodowego Spisu Powszechnego (III 2011 r.) wieś liczyła 502 mieszkańców.
Wierni Kościoła rzymskokatolickiego należą do parafii Przemienienia Pańskiego w Firleju.

## Historia
Serock w wieku XIX stanowił wieś z folwarkiem nad rzeką Wieprz w powiecie lubartowskim, gminie i parafii Firlej, graniczy z osadą Firlej, posiadała fabrykę stali, zwanej Serocka stalownia. Na obszarze Serocka były dwa jeziora.

Dobra Serock stanowiły własność byłego Banku Polskiego i wchodziły w skład dóbr Lubartów.
Od 1880 r. dobra przeszły na własność prywatną. Folwark Serock posiadał w 1880 roku 352 morgi roli ornej, 125 mórg łąk, 344 mórg pastwisk, 62 mórg nieużytków, i 280 mórg lasu, 378 mórg stanowił obszar jezior. Wieś Serock posiadała 71 osad z gruntem 712 mórg. (Opisu dostarczył Bronisław Chlebowski SgKP tom X s.454).